# 須藤昭子
須藤　昭子（すどう あきこ、1927年 - ）は、日本の医師、カトリック・クリスト・ロア修道会（本部 カナダ）所属の修道女である。日本で結核治療に携わった後、1976年から修道会からハイチに医師としてに派遣されて以降、長年にわたり現地で医療支援および農業支援に関わり、ハイチのマザー・テレサと呼ばれる。

## プロフィール
- 1944年 - 大阪女子高等医学専門学校(現在の関西医科大学)に入学。
- 1949年 - 同校卒業。同校附属病院にてインターン。
- 1950年 - 第8回医師国家試験合格。西宮市上ヶ原にあるクリストロア病院（現・上ヶ原病院）に勤務。
- 1954年 - 西宮クリストロア宣教師修道女会入会。
- 1977年 - ハイチ国立シグノサナトリウムに勤務。
- 1982年 - 同サナトリウム所長に就任。その後、現地医師に所長を譲り国際所長に就任。[2]
- 2013年 - 7月末に健康上の理由でハイチを去り、9月日本に帰国し引退[3]。

## 出演番組
- NHKクローズアップ現代「”ハイチのマザーテレサ”83歳女医の挑戦」（NHK、2010年5月24日放送）

## 関連図書
- 「ハイチ 復興への祈り－80歳の国際支援」(岩波ブックレット　2010年)